# Декваліній
Декваліній — синтетичний протигрибковий, антипротозойний та антибактеріальний препарат для місцевого застосування.

## Фармакологічні властивості
Декваліній — синтетичний антибіотик, протигибковий та антипротозойний препарат, що є четвертинною сполукою амонію, широкого спектра дії. Препарат має бактерицидну дію, що пов'язана з посиленням проникності та зниженням ферментативної активності у клітинах патогенних мікроорганізмів. До деквалінію чутливі більшість грампозитивних та грамнегативних бактерій — стафілококи, стрептококи, лістерії, спірохети, пептострептококи; а також грибки роду Candida та трихомонади. При місцевому застосуванні системна абсорбція препарату мінімальна, але сліди деквалінію виявлено при дослідженні у печінці, нирках та легенях. Препарат метаболізується в печінці та виводиться у вигляді неактивних метаболітів з калом.

## Показання до застосування
Декваліній застосовується при бактеріальному та кандидозному вагініті, трихомонадному вагініті, кандидозному стоматиті, гінгівіті, фарингіті, тонзилітах, ґлоситах, з профілактичною метою — після тонзилектомії та екстракції зубів.

## Побічна дія
При застосуванні деквалінію рідко спостерігаються наступні побічні ефекти: висипання на шкірі або слизових, свербіж, почервоніння або подразнення слизових, утворення виразок на слизових оболонках.

## Протипокази
Декваліній протипоказаний при підвищеній чутливості до четвертинних сполук амонію, при виразках шийки матки. У вигляді вагінальних таблеток не рекомендується дівчатам до настання статевої зрілості. З обережністю застосовується при вагітності та годуванні грудьми.

## Форми випуску
Декваліній випускається у вигляді вагінальних таблеток по 0,01 г. Декваліній входить до складу комбінованого препарату Декатилен.